# Sexe, Beur et Confiture
Pour plus de détails, voir Fiche technique et Distribution.
Sexe, Beur et Confiture est un film suisse réalisé et scénarisé par Hicham Alhayat sorti en 2002.

## Fiche technique
- Titre : Sexe, Beur et Confiture
- Réalisation : Hicham Alhayat
- Scénario : Hicham Alhayat
- Photographie : Pascal Montjovent
- Montage : Moïse Mendoza
- Pays :  Suisse
- Genre : Romance
- Durée : 20 minutes
- Dates de sortie : 
  -  Suisse : 2002

## Distribution
- Olivier Yglesias
- Khaled Khouri
- Anne-Loyse Joye
- Julien George